# Offermann-Hergarten-Preis
Der Offermann-Hergarten-Preis ist eine von der Universität zu Köln verliehene Auszeichnung.

## Preis
Die Auszeichnung soll der Förderung von Nachwuchswissenschaftlern in den Geisteswissenschaften dienen. Der Name des Preises erinnert an die Kölner Geschäftsfrau Anna-Maria Offermann-Hergarten, die 1991 verstarb und diesen Preis stiftete. Er wird seit 1994 verliehen und ist inzwischen mit 5.000 € dotiert. Bei der Auswahl der preiswürdigen Arbeiten für den Offermann-Hergarten-Preis finden folgende Kriterien Beachtung:
- wissenschaftliche, besonders auch wissenschaftstheoretische Qualität; die Schaffung neuer oder die Verbesserung vorhandener theoretischer Ansätze,
- methodische Neuerungen oder methodische Verbesserungen,
- Klarheit, Präzision und Verständlichkeit in der Darstellung und der Argumentationsstruktur[3].

## Stiftung
Die Offermann-Hergarten-Stiftung ist eine Stiftung des privaten Rechts mit Sitz in Köln.

## Preisträger
Zu den Preisträgern gehören aus der Geschichtswissenschaft Maren Möhring, Christof Mauch, Hedwig Richter, Alexander Nützenadel und Christoph Strupp, der Ägyptologe Christian Leitz, der Linguist Frank Heidermanns, die Musikwissenschaftler Marcus Erbe und Leopoldo Siano, der Philosoph Andreas Speer und (2006) die Althistorikerin Tanja Itgenshorst.
- 2010: Jens Dreisbach, Birgit Gehlen, Tobias Leibold, Regina Mühlhäuser, Hedwig Richter
- 2011: Marcus Erbe, Thomas Jeschke, Mark Ludwig, Tanja Mattern, Massimo Perinelli
- 2012: Antje Arnold, Erich Claßen, Jens Kipper, Michael Löffelsender, Anna Pawlak
- 2013: Sarah Buschfeld, Jörn Lang, Maren Möhring, Alexander Reutlinger, Román Setton
- 2014: Volker Barth, Christian Berrenberg, Maria Imhof, Christiane Krusenbaum-Verheugen, Leopoldo Siano, Thomas Wortmann
- 2015: Anastasia Bauer, Christian Blum, Stefan Niklas, Sonja Riesberg, Stefanie Seeberg
- 2016: Frank Förster, Felix Giesa, Isabel Kaiser, Andreas Maier, Uta Reinöhl
- 2017: Sidonia Bauer, Stefanie Coché, Marcel Danner, Michael Homberg, Kristoff Kerl
- 2018: Christiane Martina Elster, Agnes Jäger, Frank Kirchhoff, Björn Alexander Schmidt, Bea Wittger
- 2019: Daniel Gutzmann, Charlotte Jaekel, Axel Rüth, Nadine Maria Seidel, Sabine Stephany
- 2020: Susanne Düwell, Jule Schaffer, Sarah Schwellenbach-Siwonia, Alexander van Wickeren, Julius Wilm
- 2021: Dominik Balg, Katharina Kostopoulos, Simon Roessig, Melina Teuber
- 2022: Maria Hirt, Thomas Jeschke, Diego Romero Heredero, Hauke-Peter Vehrs, Manuela Vida-Mannl
- 2023: Nina Eckhoff-Heindl, Niklas Hünseler, Kathrin Schuchmann, Katharina Günther, Livia Kleinwächter
- 2024: Aviad Albert, Nicolai Busch, Eva-Maria Cersovsky, Tessa Gengnagel, Adrian Meyer, Tabea Thies